# 방기메어

도곤 제어의 분포도. 붉은색으로 표시된 것이 방기메어

방기메어(Bangime, Bàŋgɛ́rí-mɛ̀)는 말리 도곤 고원에 위치한 7개 마을에서 도곤인의 일파인 방간데족이 사용하는 언어이다. 방간데족은 인구가 약 3,500명에 달하며 도곤인의 일종으로 분류되나, 다른 도곤인 부족들이 쓰는 도곤어파 언어와 크게 차이 나는 언어를 사용하며, Blench (2005) 등 여러 학자들은 방기메어를 완전히 고립된 언어로 분류하고 있다.
이들 부족의 자칭인 방간데(Bangande)가 "숨은 사람들"을 의미한다는 점이 보여주듯 이들은 인근 부족들로부터 이질적인 존재로 여겨지고 있으며, 방기메어 역시 이러한 배경 속에서 다른 부족이 알아듣지 못하도록 쓰던 변말로서 발전한 것으로 추정된다. 학자들은 방간데 지역을 둘러싼 절벽 지대가 이들의 고립성을 지켜주어 이러한 독자적 특징이 보존된 것으로 추정하고 있다.
음운적 특징으로 크게 3개의 성조를 가진다는 점이 있다.